# Hans Eisenring
Hans Eisenring (* 17. Juni 1932 von Jonschwil und Rorschach; † 18. Januar 2020) war ein Schweizer Ingenieur und ehemaliger Präsident der Generaldirektion der Schweizerischen Bundesbahnen (SBB).

## Leben
Eisenring hatte den Juristen Theodor Eisenring als Vater, welcher politisch in seiner Heimatgemeinde und als Stadtrat in Rorschach, dann im Kanton St. Gallen und schliesslich als Nationalrat von 1947 bis 1961 auf Bundesebene in Bern tätig war. Sohn Hans Eisenring wuchs in Rorschach auf und besuchte dort Primar- und Sekundarschule. Anschliessend absolvierte er die Kantonsschule am Burggraben in St. Gallen und schloss mit der Matura in Naturwissenschaften ab. Es folgte das Studium des Maschinenbaus an der ETH Zürich. Anschliessend arbeitete er als Mitarbeiter von Walter Daenzer vier Jahre am Betriebswissenschaftlichen Institut der ETHZ (BWI). Während dieser Zeit konnte er mehrere Beratungsmandate des BWI im Ausland wahrnehmen. Auch lernte er Nicolas Hayek kennen. Daraus entwickelte sich später eine Freundschaft. 1962 wurde er persönlicher Assistent und designierter Nachfolger des Eigentümers der Flug- und Fahrzeugwerke Altenrhein (FFA). Dort kam er erstmals in Kontakt mit dem Eisenbahnwesen, weil FFA Eisenbahnwagen herstellte. 1968 übernahm er die operative Leitung der FFA. Bundesrat Kurt Furgler und Bundeskanzler Huber baten ihn, sich für eine freiwerdende Stelle im Direktorium der SBB zu bewerben. Nach erfolgter Bewerbung wählte ihn der Bundesrat 1982 als Mitglied der Generaldirektion der SBB für das Departement Infrastruktur und Technik. Seine erste Aufgabe war die Einführung der Zürcher S-Bahn mit Doppelstockwagen, welche ab 1990 in Betrieb genommen wurden. Im April 1990 wurde Eisenring zum Präsident der Generaldirektion der SBB ernannt. In den verbleibenden zwei Jahren vor seiner vorzeitigen Pensionierung aus Gesundheitsgründen leistete er weiterhin Wesentliches für das Projekt Bahn 2000. Für die neue Lokomotive Lok 2000 (RE 460) setzte er sich besonders ein.
Neben seiner Tätigkeit für die SBB war er Verwaltungsrat der Swissair und der Eurofima sowie nach seiner Pensionierung für das Reiseunternehmen Kuoni und die Firma Hartchrom in Steinach SG. Daimler-Benz wählte ihn in den Aufsichtsrat als Berater des Vorstandes.
Er hinterließ seine Ehefrau und zwei Söhne.